# Margarete Schlegel

Margarete Schlegel um 1925 auf einer Fotografie von Nicola Perscheid

Margarete Sylva Elisabeth Schlegel (* 31. Dezember 1899 in Bromberg, Provinz Posen, Deutsches Reich; † 15. Juli 1987 in Lewes, Sussex, Vereinigtes Königreich) war eine deutsche Schauspielerin bei Bühne und Film und Operettensängerin.

## Leben
Schlegel debütierte 1917 als Chormitglied am Berliner Thalia Theater. Kurz danach übernahm sie ihre erste Sprechrolle in der Komödie Charleys Tante als Partnerin von Arnold Rieck. Anfang 1919 erhielt sie ein Engagement am Schauspielhaus und später am Deutschen Theater. Hier wurde sie besonders in den Wedekind-Stücken Die Büchse der Pandora und Frühlings Erwachen bekannt. Nebenbei machte sie erstmals auch als Operettensängerin von sich reden.
1919 begann Margarete Schlegel ihre Filmkarriere. Sie spielte im Stummfilm unter der Regie von Urban Gad 1922 die Hannele in der Gerhart-Hauptmann-Verfilmung Hanneles Himmelfahrt und 1923 unter E. A. Dupont die Jugendliebe des jungen Schauspielers in Das alte Gesetz. Ihre bekannteste Rolle im Tonfilm hatte sie 1931 in Phil Jutzis Romanverfilmung Berlin -  Alexanderplatz, in der sie Franz Biberkopfs zweite Freundin Mieze verkörperte.
Margarete Schlegel heiratete 1922 den konvertierten Juden und Volkswirt Hermann Levy. Dieser wurde bereits im Mai 1933 aus seinen Ämtern entfernt und verließ Deutschland, seine zunächst in Berlin verbliebene Ehefrau beruflich kaltgestellt. Da Margarete Schlegel sich weigerte, sich von ihrem emigrierten Gatten scheiden zu lassen, um wieder filmen zu dürfen, verließ auch Margarete Levy-Schlegel das Reich und übersiedelte 1935 nach London, wo ihr Ehemann Professor an der Londoner Universität wurde. Am 2. Juli 1938 wurde Schlegel daheim in Berlin aus der Reichstheaterkammer ausgeschlossen.
Während des Krieges nahm sie an deutschsprachigen Anti-Nazi-Sendungen teil, danach wirkte sie bei Hörfunk-Operettensendungen der BBC mit. Bis 1955 wirkte Margarete Schlegel in England als Sängerin, ehe sie sich ins Privatleben zurückzog. Nach dem Tod ihres Ehemannes im Januar 1949 heiratete sie erneut und zog an die englische Südküste, wo sie als Margarethe Sylva E. Ward bis zu ihrem Tode 1987 in Saltdean, Grafschaft Sussex, lebte. Sie starb Mitte Juli 1987 im nahegelegenen Lewes.

## Filmografie
- 1919: Prinz Kuckuck
- 1920: Die Benefiz-Vorstellung der vier Teufel
- 1920: Der Januskopf
- 1920: Weltbrand
- 1921: Kean
- 1921: Die Intrigen der Madame de la Pommeraye
- 1921: Sehnsucht
- 1921: Lotte Lore
- 1921: Der ewige Fluch
- 1921: Deines Bruders Weib
- 1921: Sehnsucht
- 1922: David Copperfield (David Copperfield)
- 1922: Hanneles Himmelfahrt
- 1922: Die Kreutzersonate
- 1922: Liebe, Tod und Teufel
- 1923: Die Magyarenfürstin
- 1923: Das Geheimnis des Renngrafen
- 1923: Das alte Gesetz
- 1924: Wer trägt die Schuld? (Det store hjerte)
- 1925: Der Schuß im Pavillon
- 1925: Wunder der Schöpfung
- 1925: Der Abenteurer
- 1925: Die Frauen zweier Junggesellen
- 1925: Der Bankkrach Unter den Linden
- 1927: Die heilige Lüge
- 1927: Die Vorbestraften
- 1927: Zwei unterm Himmelszelt
- 1928: Ledige Mütter
- 1929: Der Sittenrichter
- 1929: Der Zigeunerprimas
- 1930: Das Lied ist aus
- 1931: Berlin – Alexanderplatz
- 1932: Das Blaue vom Himmel